# Katie Findlay
Katie Findlay (* 28. srpna 1990, Windsor, Ontario, Kanada ) je kanadská herečka. Nejvíce se proslavila rolí Rosie Larsen v americké kriminálce The Killing. Mezi lety 2013-14 hrála Maggie Landers v seriálu stanice The CW The Carrie Diaries. V roce 2014 byla obsazena do seriálu stanice ABC Vražedná práva.

## Životopis
Katie se narodila ve Windsoru v Kanadě. Po 12 letech přestala s baletem, kvůli zranění zad. Má portugalské, čínské, anglické, skotské kořeny.

## Kariéra
První role přišla se sci-fi seriálem Hranice nemožného. Roli Emily si zahrála v televizním filmu Tangled a jako Rosie Larsen se objevila v seriálu The Killing. Hostující roli si zahrála v seriálech Endgame, Continuum a Hvězdná brána: Hluboký vesmír .27. února 2012 byla obsazena do role Maggie Landers v seriálu stanice The CW The Carrie Diaries. V roce 2012 získala roli Bonnie ve sci-fi filmu Filosofové.
V březnu 2014 získala hlavní roli v seriálu stanice ABC Vražedná práva, produkovaném Shondou Rhimes. V roce 2015 si zahrála ve filmu stanice Hallmark Most. V roce 2016 získala roli v komediálním seriálu stanice FXX Muž hledá ženu.

## Filmografie

### Film
| Rok  | Název                    | Role                    | Poznámky            |
| ---- | ------------------------ | ----------------------- | ------------------- |
| 2011 | Rodina v ohrožení        | Frances Sanders         |                     |
| 2011 | An Instrument of Justice | Miss                    | krátkometrážní film |
| 2013 | Filosofové               | Bonnie                  |                     |
| 2014 | Probudím se zase včera   | Gabrielle               |                     |
| 2015 | The Dark Stranger        | Leah Garrison           |                     |
| 2015 | Jem and The Holograms    | Mary "Stormer" Phillips |                     |
| 2019 | Straight Up              | Rory                    |                     |

### Televize
| Rok        | Název                         | Role             | Poznámky                        |
| ---------- | ----------------------------- | ---------------- | ------------------------------- |
| 2010       | Hranice nemožného             | Jill Redmond     | díl: „Muž z druhé strany“       |
| 2010       | Tangled                       | Emily            | TV film                         |
| 2010       | Agentura Jasno                | Minka            | díl: „Shawn verze 2.0“          |
| 2011–2012  | Zločin                        | Rosie Larsen     | 13 dílů                         |
| 2011       | Endgame                       | Maisie MacDonald | díl: „The Other Side of Summer“ |
| 2011       | Hvězdná brána: Hluboký vesmír | Ellie            | 2 díly                          |
| 2012       | Continuum                     | Lily Jones       | díl: „A Test of Time“           |
| 2013–2014  | The Carrie Diaries            | Maggie Landers   | Hlavní role, 26 dílů            |
| 2014–2015  | Vražedná práva                | Rebecca Sutter   | Hlavní role, 16 dílů            |
| 2016       | Most, díl 1                   | Molly Callens    | TV film                         |
| 2016       | Most, díl 2                   | Molly Callens    | TV film                         |
| 2016       | V zajetí kouzel               | Eve              | 3 díly                          |
| 2017       | Muž hledá ženu                | Lucy             | hlavní role (3. řada), 10 dílů  |
| 2017       | Lost Generation               | Cooper           | hlavní role, 11 dílů            |
| 2019       | The Twilight Zone             | letuška          | díl: „Nightmare at 30,000 Feet“ |
| 2019–dosud | Nancy Drew                    | Lisbeth          | vedlejší role                   |